# 양덕중학교 (경북)
양덕중학교(良德中學校)는 대한민국 경상북도 포항시 북구 양덕동에 있는 공립 중학교이다.

## 학교 연혁
- 2013년 9월 17일 : 설립인가
- 2017년 2월 8일 : 신축교사 착공
- 2018년 3월 1일 : 초대 박성순 교장 취임
- 2018년 3월 2일 : 제1회 입학식(입학생 224명)
- 2018년 11월 12일 : 개교기념식
- 2020년 3월 2일 : 예비 미래학교 선도학교(1년)
- 2021년 1월 8일 : 제1회 졸업식(8학급 218명)
- 2023년 3월 1일 : 제4대 이경수 교장 취임
- 2024년 1월 5일 : 제4회 졸업식(9학급 234명)
- 2024년 3월 4일 : 제7회 입학식(9학급 234명)

## 참고 자료
- 양덕중학교 - 한국교육학술정보원 학교알리미